# 東京都立葛飾特別支援学校
東京都立葛飾特別支援学校（とうきょうとりつ かつしかとくべつしえんがっこう）は、東京都葛飾区に所在する都立の特別支援学校。知的障害のある生徒を対象とした高等部単独校である。

## 通学区域
- 葛飾区全域
- 足立区（神明、六木、佐野、辰沼、神明南、北加平町、大谷田、谷中、加平、綾瀬、東綾瀬、東和、中川）[1]

## 主な進学元学校
- 東京都立水元特別支援学校

## 部活動
- 陸上部
- 球技部
- 表現活動部
- 美術部[2]

## 沿革
- 1979年（昭和54年）12月1日 - 東京都立葛飾養護学校開設準備担当として校長・山賀七郎が発令される。教頭、事務長、主事2名（事務1、用務1）も発令され、開設事務所を東京都立水元養護学校内に設置。
- 1979年（昭和54年）12月19日 - 東京都立学校設置条例の一部改正により、東京都立葛飾養護学校が正式に設置される（東京都条例第91号）。
- 1980年（昭和55年）4月1日 - 東京都立水元養護学校内にて開校。教諭6名、養護教諭1名、主事3名（事務2、調理1）発令。
- 1980年（昭和55年）4月14日 - 開校式および第1回入学式を挙行。
- 1980年（昭和55年）5月16日 - 主事1名（事務）が発令される。
- 1981年（昭和56年）3月25日 - 修了式を実施。1年修了生20名。
- 1981年（昭和56年）10月1日 - 住所表示変更により、東京都葛飾区西水元5丁目2番1号となる。
- 1982年（昭和57年）3月1日 - 栄養士1名が発令される。
- 1982年（昭和57年）3月31日 - 校舎施設が竣工し、移転作業を開始。
- 1982年（昭和57年）4月1日 - 現在地（東京都葛飾区金町2丁目14番1号）へ移転。
- 1982年（昭和57年）6月24日 - 本校舎落成式を実施。
- 1983年（昭和58年）3月19日 - 第1回卒業式を挙行。卒業生19名（男子12名、女子7名）。
- 1986年（昭和61年）4月1日 - 第2代校長・小松万豈が着任。都立白鷺養護学校の開校に伴い、2年生11名、3年生5名が転校。
- 1989年（平成元年）12月2・3日 - 開校10周年記念式典を挙行。
- 1992年（平成4年）4月1日 - 第3代校長・谷口満男が着任。
- 1994年（平成6年）12月20日 - 東京都学校給食優良校として表彰される。
- 1995年（平成7年）4月1日 - 第4代校長・岡本睦子が着任。
- 1997年（平成9年）2月12日 - 公開研究会を開催（平成8年度職業教育推進校指定）。
- 1997年（平成9年）3月21日 - 全国学校給食優良校として表彰される。
- 1997年（平成9年）11月24日 - 公開研究会を開催（平成9年度校内研修改善推進校指定）。
- 1998年（平成10年）4月1日 - 第5代校長・落合勇が着任。
- 1999年（平成11年）2月8日 - 公開研究会を開催（平成10年度校内研修改善推進校指定）。
- 1999年（平成11年）12月4日 - 開校20周年記念式典を挙行。
- 2002年（平成14年）4月1日 - 文部科学省「学校の評価システムの確立に関する調査研究」研究実践校、および東京都教育委員会「教育研究奨励校」に指定される。
- 2003年（平成15年）11月28日 - 全国公開研究会を開催。「一人一人の教育的ニーズに応じた習熟度別クラス編成による授業の改善」をテーマとする。
- 2004年（平成16年）4月1日 - 第6代校長・森和彦が着任。人権教育研究実践校に指定される。
- 2005年（平成17年）12月2日 - 全国公開研究会を開催。「生徒一人一人の教育的ニーズに応じた自立と社会参加を目指す授業づくり」をテーマとする。
- 2007年（平成19年）4月1日 - 第7代校長・引間宗人が着任。特別教室棟が竣工。
- 2007年（平成19年）12月7日 - 全国公開研究会を開催。「進路学習の在り方」をテーマとする。
- 2008年（平成20年）4月1日 - 東京都教育委員会より「高等部普通科における職業教育改善校」、「芸術教育に関する芸術系学生等派遣事業（〜2009年度）」に指定。
- 2009年（平成21年）4月1日 - 第8代校長・増田道子が着任。
- 2009年（平成21年）11月18日 - 開校30周年記念式典を挙行。全国公開研究会「生徒の充実した社会生活に必要な力をはぐくむ」を開催。
- 2010年（平成22年）4月1日 - 東京都教育委員会「スポーツ教育推進校」に指定。
- 2011年（平成23年）4月1日 - 東京都教育委員会「ICT重点活用校」および「芸術教育の推進充実事業」研究指定校に指定。
- 2011年（平成23年）12月9日 - 全国公開研究会「キャリア教育の理解を深め、『社会で求められている力』を考える」を開催。
- 2012年（平成24年）4月1日 - 第9代校長・葛岡裕が着任。「自閉症教育の充実事業」など複数の研究指定校に指定。
- 2013年（平成25年）4月1日 - 「教育支援員事業」、「自閉症教育の充実事業」、「芸術教育の推進充実事業」研究指定校に継続指定。
- 2014年（平成26年）1月30日 - 全国公開研究会を開催。『キャリア教育の視点を踏まえた「自立活動・自閉症教育・職業」の授業改善』。
- 2014年（平成26年）4月1日 - 「教育支援員事業」に継続指定。
- 2015年（平成27年）4月1日 - 第10代校長・小池巳世が着任。「日本の伝統・文化の良さを発信する能力・態度の育成」研究指定校に指定。
- 2016年（平成28年）1月26日 - 全国公開研究会「キャリア教育の視点を踏まえた教育課程（類型化）への移行 ～『職業・自立活動・生活単元学習』の授業充実～」を開催。
- 2016年（平成28年）4月1日 - 「伝統・文化発信」および「宿泊防災訓練」研究指定校に指定。
- 2017年（平成29年）4月1日 - 「伝統・文化発信」、「スポーツ教育推進」、「社会貢献活動モデル事業」研究指定校に指定。
- 2018年（平成30年）4月1日 - 第11代校長・西田良児が着任。研究指定事業が継続される[3]。

## アクセス
- JR京成金町駅から徒歩10分
- 京成バス浄水場から徒歩3分
- 都バス金町二丁目から徒歩5分